# Kęstutis
Kęstutis (latin : Kinstut, né en 1297 et mort en 1382) est un grand-duc de Lituanie et duc de Trakai.

## Contexte politique

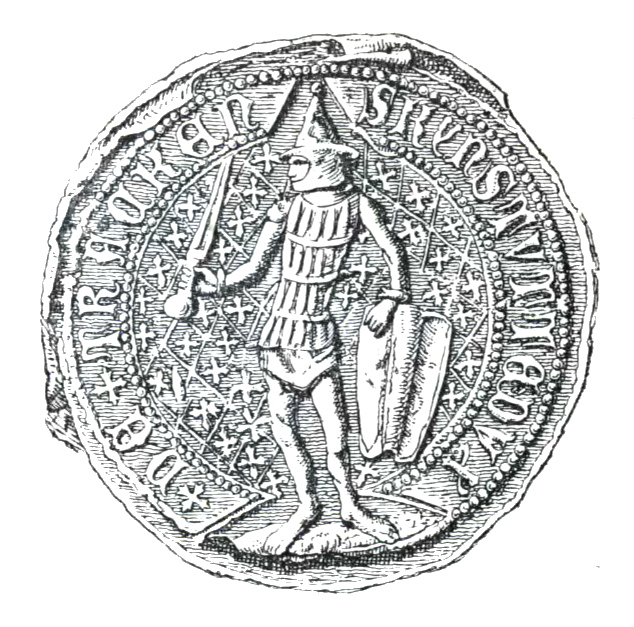
Sceau de 1379 représentant Kęstutis.

Kęstutis est le fils du grand-duc de Lituanie Gediminas. Son jeune frère Jaunutis succède à leur père. Kęstutis complote avec un autre frère, nommé Olgierd ou Algirdas. Ils réussissent à renverser Jaunutis, puis se partagent le pouvoir. Il dirige la Lituanie conjointement avec son frère Olgierd jusqu'en 1377, puis avec son neveu Ladislas II Jagellon jusqu'en 1382

## Conflits avec les pays voisins
Kęstutis renforce la défense occidentale de la Lituanie avec les Samogitiens contre la menace expansionniste des Chevaliers Teutoniques. Kęstutis prend l'initiative de la confrontation en lançant des raids militaires contre l'État teutonique. Néanmoins, en 1349, afin d'éviter de nouveaux affrontements avec l'Ordre Teutonique, il entame des négociations avec le pape Clément VI pour la christianisation de la Lituanie.
La même année, le souverain polonais Casimir III de Pologne attaque la Volhynie durant le conflit entre la Pologne et la Lituanie. Au cours de la guerre polono-lituanienne pour la Volhynie, le roi Louis Ier de Hongrie conclut un accord de paix avec Kęstutis le 15 août 1351, selon lequel Kęstutis est obligé d'accepter le christianisme et de fournir au Royaume de Hongrie toute l'aide militaire, en échange de la Couronne royale.

## Lutte de pouvoir et trahison

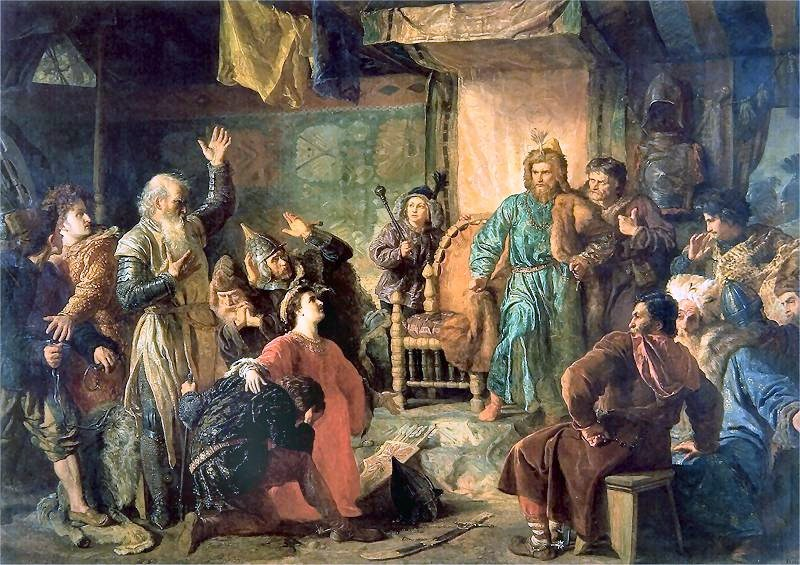
Kęstutis et Vytautas emprisonnés par Ladislas II Jagellon.

Pendant ce temps, les Chevaliers teutoniques partent en croisade contre les populations païennes de Lituanie afin de les convertir. Le 31 mai 1380, un accord secret est conclu entre le grand maître de l'ordre Teutonique Winrich von Kniprode et Ladislas II Jagellon, qui signent le traité de Dovydiškės (en). Cet accord permet au Croisés teutoniques d'attaquer l'oncle de Jagellon, Kęstutis afin d'étendre son pouvoir, mais vis-à-vis de son oncle, lui apporte l'aide minimum afin de donner le change. Finalement, Kęstutis apprend l'existence du traité de Dovydiškės et de la trahison de son neveu. Il se bat alors contre la christianisation de la Lituanie et la rivalité entre les deux hommes aboutit en 1381 à la guerre civile lituanienne (en).
En 1382, Ladislas II Jagellon prend le pouvoir avec l'aide de ses alliés Teutoniques. Kęstutis et son fils Vytautas le Grand renforcent leurs troupes fidèles ainsi que leurs alliés samogitiens. En août 1382, Kęstutis et Vytautas sont arrêtés et emprisonnés au château de Kreva (en) et leur armée dissoute. Kęstutis sera retrouvé pendu dans la forteresse, il était alors âgé de près de 85 ans. Ladislas II Jagellon lui organise des funérailles païennes. Son corps est brûlé avec chevaux et armes à Vilnius.
Vytautas le Grand est un des plus célèbres souverains du grand-duché de Lituanie (1392-1430), prince de Hrodna (1370-1382) et prince de Loutsk (1387-1389). Il était le fils de Kęstutis, cousin de Ladislas II Jagellon et grand-père de Vassili II de Russie.

## Dans la culture

### Jeu vidéo
- Kęstutis et son frère Olgierd sont les protagonistes de la campagne lituanienne d'Age of Empires II: DE.